# Laburnum
Laburnum is een geslacht van twee soorten kleine bomen. De twee soorten zijn Laburnum anagyroides - gouden regen en Laburnum alpinum - alpengoudenregen. Ze komen oorspronkelijk voor in de berggebieden van Zuid-Europa, van Frankrijk tot aan de Balkan.
Sommige plantkundigen voegen een derde soort toe aan dit geslacht, Laburnum caramanicum, maar deze uit Zuidoost-Europa en Anatolië afkomstige soort wordt doorgaans ingedeeld bij het geslacht Podocytisus.

## Soorten
Laburnum omvat de volgende soorten:
- Laburnum alpinum (Mill. ) Bercht. & J.Presl
- Laburnum anagyroides Medik.

### Soorten met onzekere taxonomische status
De status van de volgende soorten is niet officieel vastgesteld:
- Laburnum album J.Presl
- Laburnum arboreum J.Presl
- Laburnum biflorum G.Nicholson
- Laburnum fragrans Griseb.
- Laburnum grandiflorum (DC.) J.Presl
- Laburnum heuffelii Wierzb. ex Fuss
- Laburnum ianigerum J. Presl
- Laburnum intermedium Dippel
- Laburnum jacquinianum Dalla Torre & Sarnth.
- Laburnum jaquinianum Dieck
- Laburnum laburnum (L.) Voss
- Laburnum laburnum Dörfl.
- Laburnum lanigerum J.Presl
- Laburnum linneanum Dieck
- Laburnum monadelphum Pritz.
- Laburnum nigricans J.Presl
- Laburnum nigricanum Fuss
- Laburnum nubigenum J.Presl
- Laburnum patens J.Presl
- Laburnum pendulum Raf.
- Laburnum praecox Fuss
- Laburnum purpurascens hort. & Vilm.
- Laburnum purpureum (Scop.) Drapiez
- Laburnum ramentaceum (Sieber) K.Koch
- Laburnum rochelii Wierzb. ex Fuss
- Laburnum serotinum Hort. ex Dippel
- Laburnum sessilifolium J.Presl
- Laburnum spinosum J.Presl
- Laburnum tardiflorum auct.
- Laburnum triflorum J.Presl
- Laburnum variabile hort. & Vilm.
- Laburnum weldeni Griseb. ex Lavall.
- Laburnum weldenii Griseb. ex Lavallée

### Hybriden
De volgende hybride is beschreven:
- L. alpinum × L. anagyroides

Er bestaat ook een enthybride, + Laburnocytisus 'Adamii' Lavallée.